# Dihydrogen monooxid

Molekula vody

Dihydrogen monooxid (též monoxid; zkratka DHMO) je sousloví, které je používáno k parodování fobie z chemikálií; nejedná se totiž o označení nebezpečné chemikálie, ale o systematické označení vody. Stejný parodický význam má také označení hydroxid vodíku, oxid vodíku nebo kyselina vodná.
Sousloví se poprvé objevilo v médiích 1. dubna 1983, kdy americký lokální deník Durand Express oznámil, že se dihydrogen monooxid objevil v městském vodovodním systému a za určitých podmínek dochází k vytváření par této chemikálie, které mohou způsobit popáleniny. První zmínka na internetu pochází z Pittsburghu z roku 1990, kdy došlo k vytvoření spolku žádajícího zákaz DHMO.
Satirické články (zpravidla zveřejněné 1. dubna) uvádějí, že dihydrogen monooxid je hlavní součástí kyselých dešťů, přispívá ke skleníkovému efektu, je příčinou mnoha dopravních nehod nebo že bývá používán sportovci ke zvýšení výkonu.

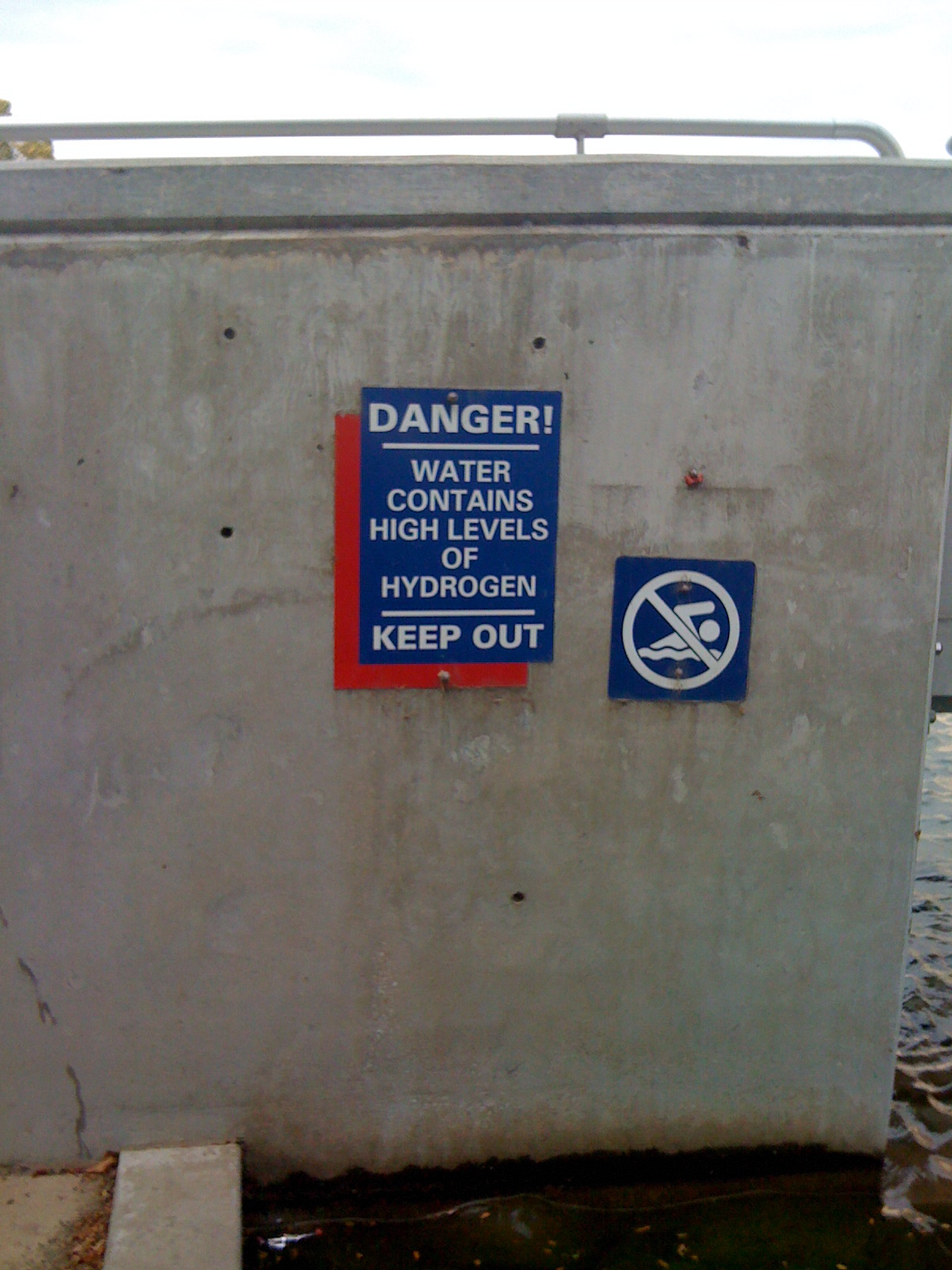
Upozornění na vysokou hladinu vodíku ve vodě, Kentucky

## Vybraná užití fenoménu
- 1. dubna 1998 oznámil člen australského parlamentu, že zahájí mezinárodní kampaň proti používání dihydrogen monooxidu. Zprávu otiskla Německá tisková agentura.
- V roce 2006 byla na kašnu v americkém městě Louisville v Kentucky umístěna cedule, že voda obsahuje vysoký obsah vodíku, a to za účelem zabránění vstupu, neboť široká veřejnost kašnu používala jako bazén.
- V roce 2007 napsal novozélandský poslanec Jacqui Dean ministru zdravotnictví Jimu Andertonovi dopis, v němž se dožadoval odpovědi, zda expertní komise pro léky již vydala k DHMO své odborné stanovisko (podobný žert také provedla o šest let dříve jeho poslanecká kolegyně Sue Kedgley, zvolená za stranu zelených).
- 1. dubna 2009 oznámil kanadský poslanec Andrew Scheer, že bude usilovat o zákaz používání dihydrogen monooxidu ve všech státních budovách.
- Během finální fáze finských parlamentních voleb v roce 2011 byla v rámci volební kalkulačky kandidátům položena otázka, zda by v případě zvolení byli pro zákaz DHMO. 49 % kandidátů odpovědělo, že by takový návrh podpořilo.
- Kalifornští radní hlasovali o zákazu umělohmotných kelímků, protože jeden z radních zjistil, že se při jejich výrobě používá právě DHMO.[6]

## Problematika názvu
Mezinárodní unie pro čistou a užitou chemii (IUPAC), která vydává pravidla pro pojmenovávání chemických sloučenin, umožňuje pro sloučeninu sumárního vzorce H2O použití triviálního názvu voda, případně systematického názvu oxidan (koncovka -an značí hydridy) či oxid vodný (tedy český překlad dihydrogen oxidu). Tyto názvy se však mezi vědeckou ani laickou veřejností nepoužívají a nejrozšířenější je název voda.